# Билбасівська селищна рада
Билба́сівська се́лищна ра́да — колишня  адміністративно-територіальна одиниця та орган місцевого самоврядування у ліквідованому Слов'янському районі Донецької області. Адміністративний центр — селище міського типу Билбасівка.
25 жовтня 2020 року була реорганізована та приєднана до Слов‘янської міської громади.

## Загальні відомості
- Населення ради: 7 039 осіб (станом на 2001 рік)

## Населені пункти
Селищній раді підпорядковані населені пункти:
- смт Билбасівка
- с. Торець

## Склад ради
Рада складається з 30 депутатів та голови.
- Голова ради: Землянська Світлана Іванівна
- Секретар ради: Кіяшко Тетяна Володимирівна

### Керівний склад попередніх скликань
| Прізвище, ім'я, по батькові  | Основні відомості                                                        | Дата обрання | Дата звільнення |
| ---------------------------- | ------------------------------------------------------------------------ | ------------ | --------------- |
| Землянська Світлана Іванівна | Селищний голова, 1956 року народження, освіта вища, позапартійна         | 26.03.2006   | 31.10.2010      |
| Землянська Світлана Іванівна | Селищний голова, 1956 року народження, освіта вища, член Партії регіонів | 31.10.2010   |                 |

Примітка: таблиця складена за даними сайту Верховної Ради України

### Депутати
За результатами місцевих виборів 2010 року депутатами ради стали:

#### За суб'єктами висування
| Суб'єкт висування | Кількість обраних депутатів | %    |
| ----------------- | --------------------------- | ---- |
| Партія регіонів   | 29                          | 96,7 |
| Самовисування     | 1                           | 3,3  |

#### За округами
| № округу        | Прізвище, ім'я, по батькові      | Дата визнання обраним | Освіта             | Партійна приналежність | Відомості про обраного депутата                                                                       |
| --------------- | -------------------------------- | --------------------- | ------------------ | ---------------------- | --- |
| Партія регіонів |                                  |                       |                    |                        | |
| 1               | Ковкута Сергій Іванович          | 04.11.2010            | вища               | член Партії регіонів   | завод ім. Куйбишева, м. Краматорськ, майстер                                                          |
| 2               | Шевченко Тамара Олексіївна       | 04.11.2010            | вища               | член Партії регіонів   | пенсіонер                                                                                             |
| 3               | Слинько Ніна Олексіївна          | 04.11.2010            | середня            | член Партії регіонів   | домогосподарка                                                                                        |
| 4               | Дем'яненко Сергій Володимирович  | 04.11.2010            | середня спеціальна | член Партії регіонів   | пенсіонер                                                                                             |
| 5               | Єжеленко Світлана Миколаївна     | 04.11.2010            | середня спеціальна | член Партії регіонів   | КЛПУ Билбасівської селищної ради «Амбулаторія загальної практики — сімейної медицини», медична сестра |
| 6               | Гребенюк Світлана Леонідівна     | 04.11.2010            | середня спеціальна | член Партії регіонів   | станція Слов'янськ, приймальник потягів                                                               |
| 7               | Коломицька Алла Олександрівна    | 04.11.2010            | середня спеціальна | член Партії регіонів   | тимчасово не працює                                                                                   |
| 9               | Лазарева Зоя Йосипівна           | 04.11.2010            | середня            | член Партії регіонів   | пенсіонер                                                                                             |
| 10              | Копичко Тетяна Вікторівна        | 04.11.2010            | середня            | член Партії регіонів   | пенсіонер                                                                                             |
| 11              | Бруславець Зоя Павлівна          | 04.11.2010            | вища               | член Партії регіонів   | пенсіонер                                                                                             |
| 12              | Макуха Олена Миколаївна          | 04.11.2010            | середня спеціальна | член Партії регіонів   | тимчасово не працює                                                                                   |
| 13              | Мостова Ніна Григорівна          | 04.11.2010            | вища               | член Партії регіонів   | Билбасівський дитячий садок, вихователь                                                               |
| 14              | Луценко Алла Миколаївна          | 04.11.2010            | середня спеціальна | член Партії регіонів   | пенсіонер                                                                                             |
| 15              | Міхіна Зіна Іванівна             | 04.11.2010            | середня            | член Партії регіонів   | пенсіонер                                                                                             |
| 16              | Сбітнєв Сергій Володимирович     | 04.11.2010            | середня спеціальна | член Партії регіонів   | Локомотивне депо ст. Слов'янськ                                                                       |
| 17              | Сушкова Віта Іванівна            | 04.11.2010            | середня спеціальна | член Партії регіонів   | КЛПУ Билбасівської селищної ради «Амбулаторія загальної практики — сімейної медицини», медична сестра |
| 18              | Білик Олександр Григорович       | 04.11.2010            | середня            | член Партії регіонів   | КЛПУ Билбасівської селищної ради «Амбулаторія загальної практики — сімейної медицини», водій          |
| 19              | Нурієва Катерина Андріївна       | 04.11.2010            | середня            | член Партії регіонів   | пенсіонер, водій                                                                                      |
| 20              | Чемерис Наталія Миколаївна       | 04.11.2010            | середня            | член Партії регіонів   | домогосподарка                                                                                        |
| 21              | Гризодуб Людмила Миколаївна      | 04.11.2010            | середня спеціальна | член Партії регіонів   | підстанція швидкої допомоги, медична сестра                                                           |
| 22              | Васильченко Тетяна Василівна     | 04.11.2010            | середня            | член Партії регіонів   | Краматорський ЦТЗ, оператор                                                                           |
| 23              | Тітченко Юлія Миколаївна         | 04.11.2010            | середня            | член Партії регіонів   | пенсіонер                                                                                             |
| 24              | Роговець Любов Сергіївна         | 04.11.2010            | середня спеціальна | член Партії регіонів   | пенсіонер                                                                                             |
| 25              | Кіяшко Віталій Леонідович        | 04.11.2010            | вища               | член Партії регіонів   | Слов'янська міська рада, архітектор                                                                   |
| 26              | Онуфрієва Ірина Віталіївна       | 04.11.2010            | середня спеціальна | член Партії регіонів   | Билбасівське поштове відділення, завідувачка                                                          |
| 27              | Ридош Олена Віталіївна           | 04.11.2010            | вища               | член Партії регіонів   | Билбасівська загальноосвітня школа І-ІІІ ст., вчитель                                                 |
| 28              | Булига Олена Олексіївна          | 04.11.2010            | середня            | член Партії регіонів   | домогосподарка                                                                                        |
| 29              | Кіяшко Тетяна Володимирівна      | 04.11.2010            | середня спеціальна | член Партії регіонів   | Билбасівська селищна рада, секретар ради                                                              |
| 30              | Гончарова Ольга Вікторівна       | 04.11.2010            | вища               | член Партії регіонів   | Билбасівська загальноосвітня школа І-ІІІ ст., вчитель                                                 |
| Самовисування   |                                  |                       |                    |                        | |
| 8               | Коваленко Олександр Валентинович | 04.11.2010            | середня            | член Партії регіонів   | підприємець                                                                                           |